# Fluitist

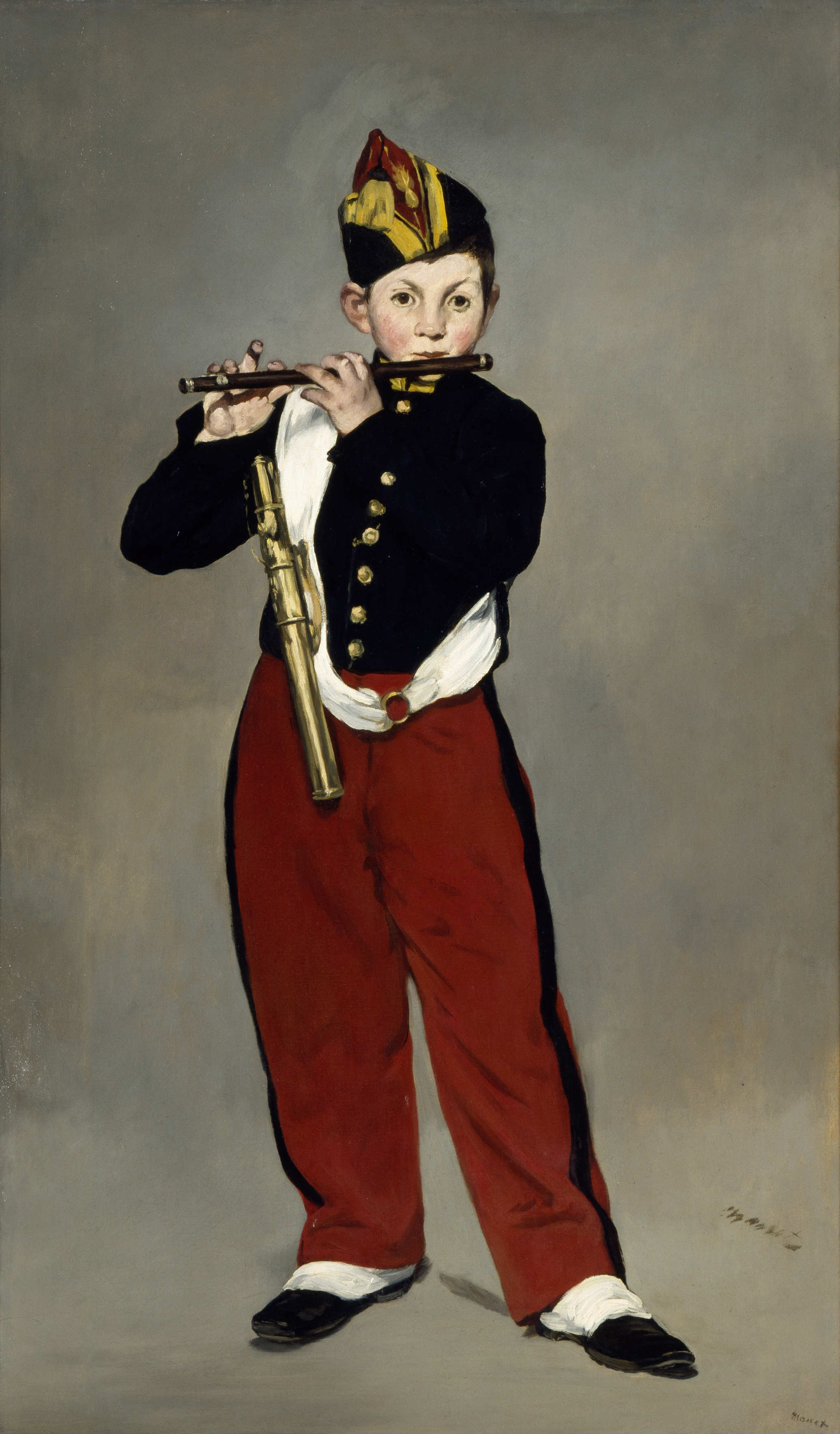
Le Fifre van Édouard Manet (1866).

Een fluitist is een bespeler van een fluit. Meestal wordt dwarsfluit bedoeld. Indien een bespeler van de blokfluit wordt bedoeld, wordt dat doorgaans expliciet vermeld.